# Hamburger Hochbahn

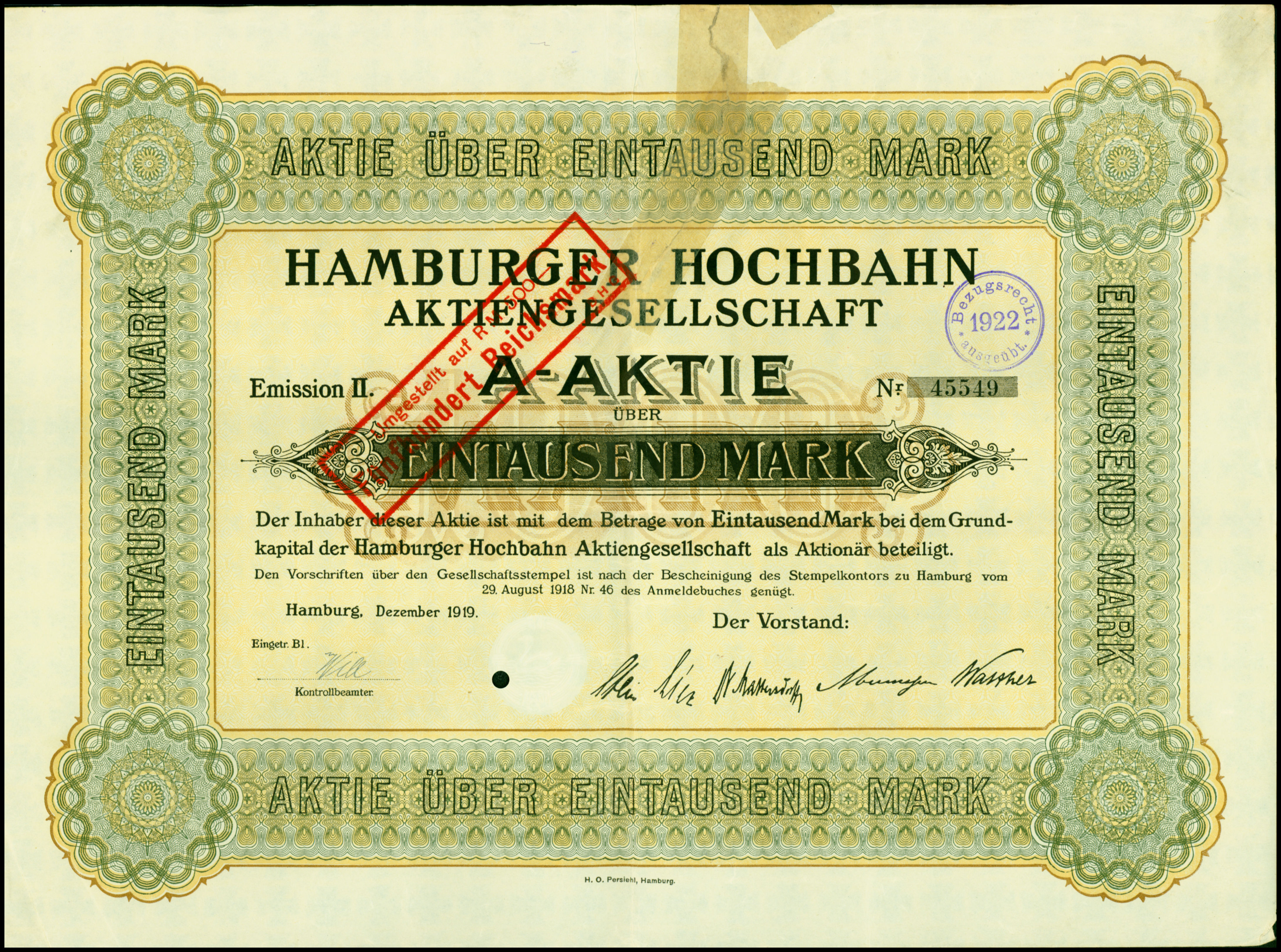
Aandeel van 1000 mark van de Hamburger Hochbahn AG uit december 1919

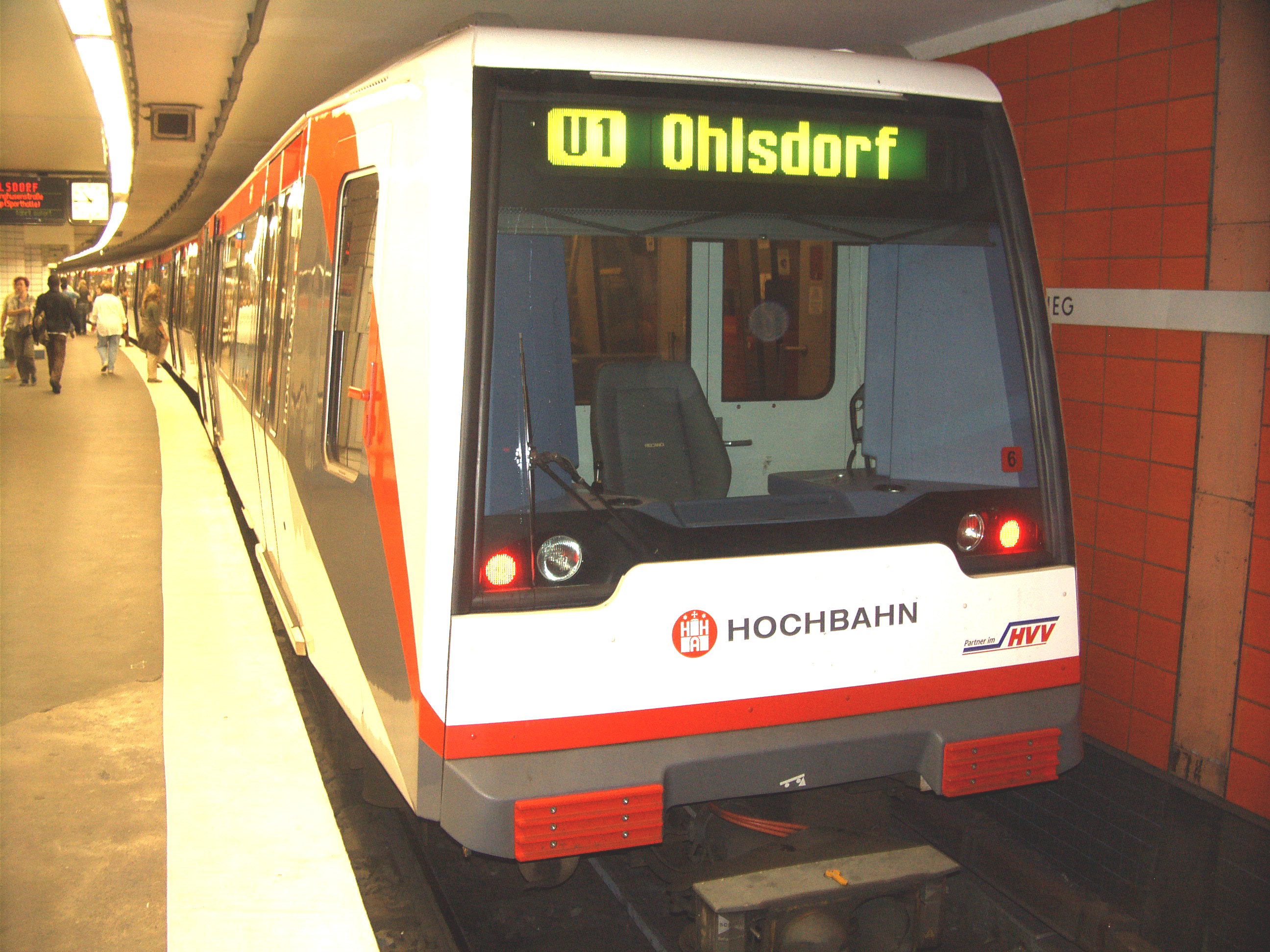
Metro van het type DT4 in station Jungfernstieg als lijn U1 (2006)

Metronetwerk van Hamburg (2009)

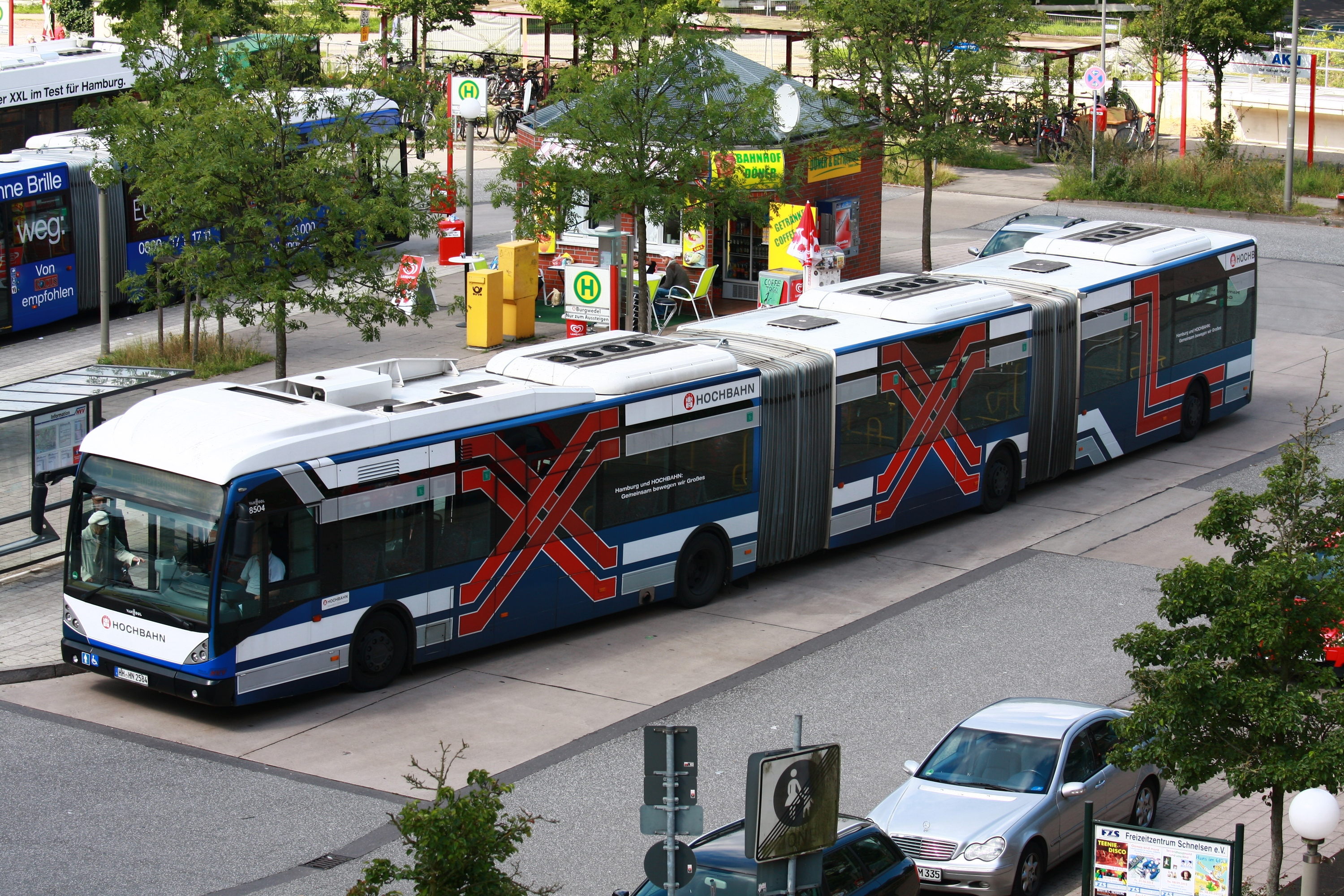
"XXL-Bus" (dubbelgelede bus Van Hool AGG300) als metrobuslijn 5 (2012)

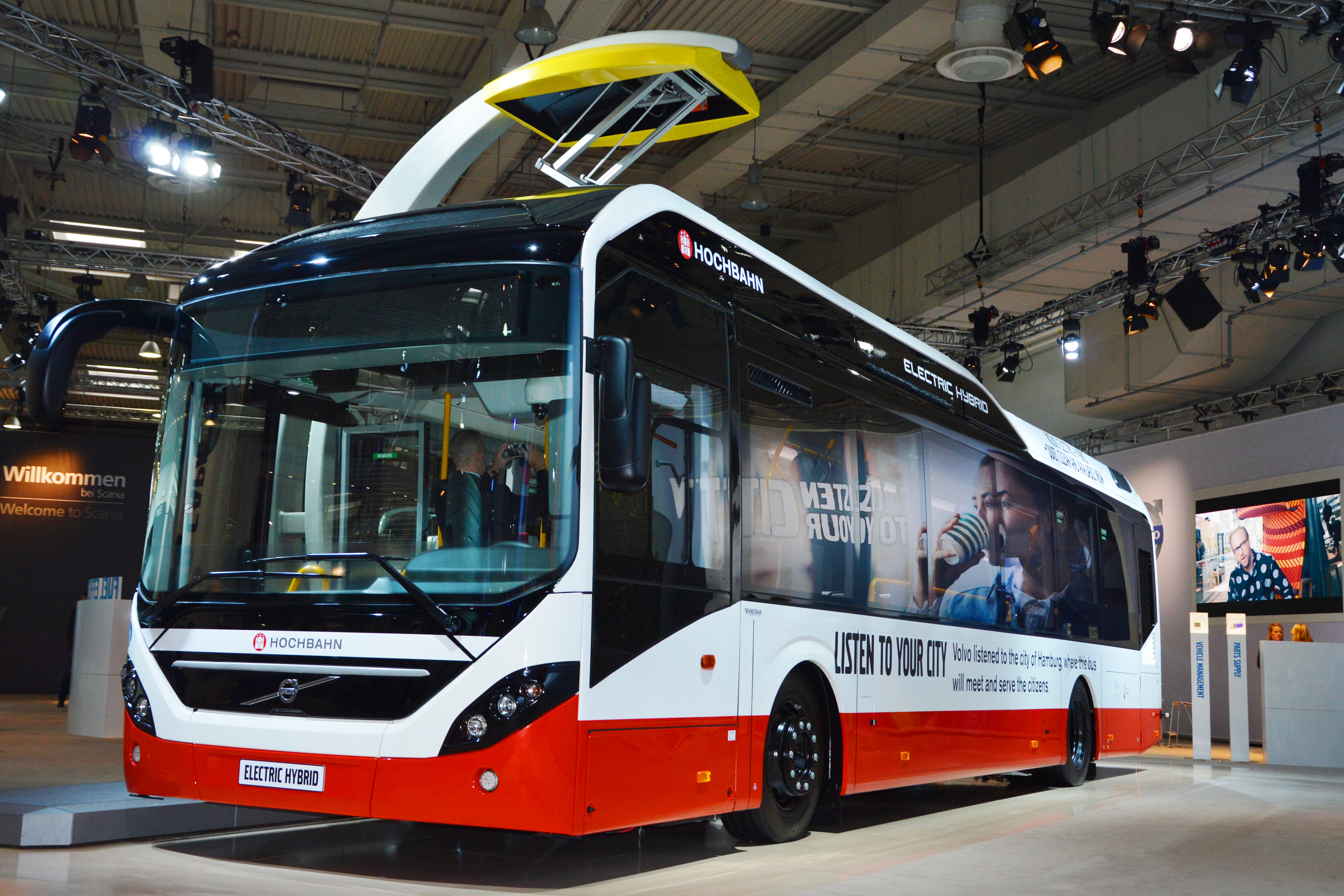
Volvo 7900 Electric Hybrid van de Hochbahn (2014)

De Hamburger Hochbahn AG (eigen schrijfwijze: "HOCHBAHN") is een Duitse vervoersmaatschappij in Hamburg. Tot het begin van de 21e eeuw gebruikte de onderneming het meest de afkorting HHA. Ze exploiteert de metro van Hamburg en een groot deel van het busnetwerk van Hamburg.
De Hochbahn is de een na grootste openbaarvervoersonderneming in Duitsland en de grootste vervoerder in het gebied van de opdrachtgever Hamburger Verkehrsverbund (HVV). In 2016 vervoerde de Hochbahn 444,1 miljoen mensen (metro: 232,4 miljoen; bus: 211,7 miljoen) en had 4.996 medewerkers. De eigenaar van Hamburger Hochbahn AG is de Hamburger Gesellschaft für Vermögens- und Beteiligungsmanagement mbH (HGV), een holding van de Vrije en Hanzestad Hamburg voor publieke bedrijven in Hamburg.

## Geschiedenis
De Hamburger Hochbahn werd op 27 mei 1911 in vorm van een Aktiengesellschaft als consortium tussen Siemens & Halske en AEG opgericht. De Hochbahn is sinds 1912 een private exploitant van de toen nieuw gebouwde Hochbahn, eerste directeur was Wilhelm Stein, eerste president-commissaris Albert Ballin. De stad Hamburg verpachte de infrastructuur aan de onderneming, die het als onderhield als een particulier bedrijf. De eerste Hochbahnlijn werd in 1912 met de ringlijn, deel van de huidige metrolijn U3, in gebruik genomen.
De HHA nam in 1918-1919 de Strassen-Eisenbahn-Gesellschaft in Hamburg (SEG) over, in 1923 de Hamburg-Altonaer Centralbahn (HAC) en in 1924 de Elektrische Kleinbahn Alt-Rahlstedt - Volksdorf - Wohldorf (EKV).
De dochteronderneming Fahrzeugwerkstätten Falkenried (FFG) ontwikkelde en onderhield vroeger op het voormalige onderhoudsterrein in Falkenried de trams. In de Centrale in Hummelsbüttel evenals vier verdere werkplaatsen bij de onderhoudscentra van de Hochbahn is de FFG als onderaannemer van de Hochbahn voor onderhoud en herstel van bussen actief.
Op 1 april 1919 nam de maatschappij de onderneming van de Alsterschepen van de Alsterdampfschiffahrts GmbH over. Van 1924 tot 1935 droeg ze het technische beheer over aan de Ewerschippers Lütgens & Reimers. In 1977 volgde de oprichting van de ATG Alster-Touristik met een nieuwe oriëntatie op excursies, rondvaarten en toeristische aanbod op de buiten- en binnenalster.
In 1965 was de Hochbahn een medeoprichter van de Hamburger Verkehrsverbund HVV - de eerste ov-autoriteit in de wereld. In 1978 vervoerde de Hochbahn met 1800 voertuigen op 111,45 miljoen wagen-, respectievelijk schipkilometers 398,2 miljoen reizigers, daarvan gingen er 175,8 miljoen reizigers met de metro, 221,0 miljoen met de bus en 1,4 miljoen met Alsterschepen. Hierbij kwamen nog 8,5 miljoen reizigers met de tram, die op 1 oktober 1978 werd stilgelegd.
Vele jaren stond de Hochbahn op de beurs genoteerd en betaalde buitenstaande aandeelhouders een gegarandeerd dividend. Na de verandering van de bedrijfsonderdelen met vereenvoudigde mogelijkheden tot een uitrookprocedure werd in 2003 alle vrije aandelen opgekocht, zodat de aandelen compleet in bezit is bij de Hamburger Gesellschaft für Vermögens- und Beteiligungsmanagement mbH.

## Tram
De Hochbahn exploiteerde ook de Tram van Hamburg, waarbij de laatste lijn in 1978 stilgelegd werd. Begin 2009 werd de onderneming door de Behörde für Stadtentwicklung und Umwelt (ministerie) officieel met de planning van de Stadtbahn Hamburg toevertrouwd, die al in 2011 na een nieuwe regering in Hamburg teruggetrokken werd.

## Dochterondernemingen en deelnemingen
- FFG Fahrzeugwerkstätten Falkenried GmbH, Hamburg (100 %)
- HADAG Seetouristik und Fährdienst AG, Hamburg (100 %)
- ATG Alster-Touristik GmbH, Hamburg (100 %)
- HHW Hamburger Hochbahn-Wache GmbH, Hamburg (100 %)
- HSF Hamburger Schnellbahn-Fahrzeug-Gesellschaft mbH, Hamburg (100 %)
- Zentral-Omnibus-Bahnhof "ZOB" Hamburg GmbH, Hamburg (69,2 %)
- HanseCom Gesellschaft für Informations- und Kommunikationsdienstleistungen mbH, Hamburg (26,0 %)
- HOCHBAHN Grundstücksverwaltungsgesellschaft mbH & Co. KG, Hamburg (100 %)
- HOCHBAHN Beteiligungsgesellschaft mbH & Co. KG, Hamburg (100 %)
  - HSG Hanseatische Siedlungsgesellschaft mbH, Hamburg (100 %)
  - TEREG Gebäudedienste GmbH, Hamburg (56 %)
- BeNEX GmbH, Hamburg (51 %): met de toetreding tot het handelsregister op 27 mei 2007 werd de uitbreidingsbedrijf van de Hamburger Hochbahn AG bij BeNEX GmbH ondergebracht, de Investmentgesellschaft International Public Partnerships heeft de overige 49 % van de aandelen. BeNEX GmbH heeft aandelen in openbaarvervoerbedrijven die buiten Hamburg actief zijn:
  - agilis Eisenbahngesellschaft mbH & Co. KG, Regensburg (Hamburger Hochbahn 51 %, BeNEX 49 %)
  - agilis Verkehrsgesellschaft mbH & Co. KG, Regensburg (100 %)
  - cantus Verkehrsgesellschaft mbH, Kassel (50 %)
  - HNB Hamburger Nahverkehrs-Beteiligungsgesellschaft mbH, Hamburg (100 %)
    - Stadtverkehr Lübeck GmbH, Lübeck (49,9 %)

  - NBE nordbahn Eisenbahngesellschaft mbH & Co. KG, Kaltenkirchen (50 %)
  - metronom Eisenbahngesellschaft mbH (25,1 %)
  - ODEG Ostdeutsche Eisenbahn GmbH, Parchim (50 %)
    - ODIG Ostdeutsche Instandhaltungsgesellschaft mbH, Eberswalde (100 %)[2]